# EVOLution (Nhóm nhỏ của tripleS)
EVOLution (Tiếng Hàn: 에볼루션; Romanja: Ebollusyeon) là nhóm nhỏ thứ năm của nhóm nhạc nữ Hàn Quốc tripleS, ra mắt bởi MODHAUS vào năm 2023. Nhóm bao gồm 8 thành viên JiWoo, ChaeYeon, YooYeon, SooMin, NaKyoung, Kotone, YeonJi, và Mayu. LOVElution ra mắt vào ngày 17 tháng 8 năm 2023, với đĩa mở rộng <⟡> (Đọc là 무적; Romanja: Mujuk).

## Lịch sử

### Trước khi ra mắt
Vào ngày 18 tháng 2 năm 2022, Modhaus thông báo rằng họ sẽ ra mắt "nhóm nhạc nữ có sự tham gia của người hâm mộ" đầu tiên trên thế giới và nhóm sẽ bắt đầu ra mắt vào nửa đầu năm nay. Nhóm được dẫn dắt bởi CEO Jaden Jeong, người từng làm việc với các công ty như JYP Entertainment, Woollim Entertainment, Sony Music Korea và Blockberry Creative.

### 2023 - nay: Ra mắt với <⟡>và lưu diễn

#### Ra mắt với <⟡>
Ngày 20 tháng 4 năm 2023, Fourth Gravity, còn gọi là Second Grand Gravity, được tổ chức. Người hâm mộ sẽ bình chọn cho đưa các thành viên vào hai nhóm nhỏ thứ ba và thứ tư của tripleS là EVOLution và LOVElution từ ngày 21 tới 30 tháng 4. S15 và S16 (lúc đó chưa được công bố), đã được chia vào hai nhóm từ trước để tạo thành hai nhóm nhỏ tám thành viên. Kết quả là JiWoo, ChaeYeon, YooYeon, SooMin, NaKyoung, Kotone và YeonJi được phân vào EVOLution, trong khi SeoYeon, HyeRin, YuBin, Kaede, DaHyun, Nien và SoHyun trở thành thành viên của LOVElution.
Ngày 22 tháng 4, YooYeon được tiết lộ là thành viên đầu tiên của EVOLution, tiếp theo là ChaeYoung ngày 23, NaKyeong ngày 24, JiWoo ngày 25, Kotone ngày 26, Soomin ngày 27 và YeonJi ngày 28. Phần thứ hai của Gravity sẽ quyết định thứ tự ra mắt của hai nhóm nhỏ. Vào ngày 1 tháng 5, EVOLution được quyết định sẽ ra mắt sau LOVElution.
S16, như đã công bố ngày 20 tháng 4, sẽ là thành viên thứ 8 và cuối cùng của EVOLution, và vào ngày 19 tháng 7, teaser của Mayu chính thức được phát hành, đồng nghĩa với việc Mayu là S16.
Ngày 17 tháng 8, EVOLution được thông báo là sẽ ra mắt ngày 4 tháng 10. Tuy nhiên, tới ngày 1 tháng 9, màn ra mắt của EVOLution sẽ bị hoãn sang ngày 11 tháng 10 để tránh trùng với lễ Chuseok và Asian Games.
Ngày 18 tháng 8, nhóm bắt đầu ghi hình cho video âm nhạc sẽ ra mắt. Ngày 27 tháng 9, teaser đầu tiên "♢ Ver" được đăng tải, và teaser tiếp theo "♦ Ver." được đăng tải sau một tuần, ngày 4 tháng 10.
Vào ngày 11 tháng 10, nhóm chính thức ra mắt với EP <⟡> (Đọc là Mujuk, tức "Vô địch") cùng M/V cho bài hát chủ đề "Invincible". Sau đó, nhóm bắt đầu quảng bá trên truyền hình, và kết thúc quảng bá ngày 29 tháng 10, sau lần biểu diễn thứ hai tại Inkigayo.

#### Lưu diễn với [Authentic]
Ngày 28 tháng 7, trên Twitter (bây giờ là X) của nhóm đã đăng tải tweet về thông tin đầu tiên về chuyến lưu diễn vòng quanh thế giới đầu tiên của nhóm [Authentic], với chặng đầu tiên là tại Hoa Kỳ, bắt đầu từ ngày 24 tháng 9 tới 14 tháng 10 của nhóm nhỏ LOVElution. Vé concert được mở bán sau đó, vào ngày 31 tháng 7.
Sau khi kết thúc chặng đầu tiên tại Hoa Kỳ, vào ngày 25 tháng 10, nhóm tiếp tục thông báo về chặng lưu diễn tiếp theo tại Úc tại 3 thành phố: Melbourne, Sydney và Brisbane, từ ngày 20 tới 23 tháng 12. Chặng thứ hai sẽ do nhóm nhỏ EVOLution biểu diễn.

## Thành viên
| Nghệ danh    | Nghệ danh | Số thứ tự | Tên khai sinh   | Tên khai sinh   | Tên khai sinh | Tên khai sinh        | Ngày sinh                      | Nơi sinh                            | Quốc tịch |
| Latinh       | Hangul    | Số thứ tự | Latinh          | Hangul          | Hanja         | Hán-Việt             | Ngày sinh                      | Nơi sinh                            | Quốc tịch |
| Lee Jiwoo    | 이지우    | S3        | Lee Ji-woo      | 이지우          | 李知禹        | Lý Trí Vũ            | 24 tháng 10 năm 2005 (18 tuổi) | Gangnam, Seoul, Hàn Quốc            | Hàn Quốc  |
| Kim Chaeyeon | 김채연    | S4        | Kim Chae-yeon   | 김채연          | 金彩嬿        | Kim Thái Yến         | 4 tháng 12 năm 2004 (19 tuổi)  | Mia, Gangbuk, Seoul, Hàn Quốc       | Hàn Quốc  |
| Kim Yooyeon  | 김유연    | S5        | Kim Yoo-yeon    | 김유연          | 金琉然        | Kim Lưu Nhiên        | 9 tháng 2 năm 2001 (22 tuổi)   | Banpo, Seocho, Seoul, Hàn Quốc      | Hàn Quốc  |
| Kim Soomin   | 김수민    | S6        | Kim Soo-min     | 김수민          | 金秀珉        | Kim Tú Dân           | 3 tháng 10 năm 2007 (16 tuổi)  | Namsan, Jung, Daegu, Hàn Quốc       | Hàn Quốc  |
| Kim Nakyoung | 김나경    | S7        | Kim Na-kyoung   | 김나경          | 金拏炅        | Kim Nã Quý           | 13 tháng 10 năm 2002 (21 tuổi) | Ulsan, Jung, Yaksa, Hàn Quốc        | Hàn Quốc  |
| Kotone       | 코토네    | S11       | Kamimoto Kotone | 카미모토 코토네 | 嘉味元琴音    | Gia Vị Nguyên Cầm Âm | 10 tháng 3 năm 2004 (19 tuổi)  | Tokyo, Nhật Bản                     | Nhật Bản  |
| Kwak Yeonji  | 곽연지    | S12       | Kwak Yeon-ji    | 곽연지          | 郭硏知        | Quách Nghiên Trí     | 8 tháng 1 năm 2008 (15 tuổi)   | Chowol, Gwangju, Gyeonggi, Hàn Quốc | Hàn Quốc  |
| Mayu         | 마유      | S16       | Kouma Mayu      | 코마 마유       | 高麗 真友     | Cao Ly Chân Hữu      | 12 tháng 5 năm 2002 (21 tuổi)  | Tomioko, Gunma, Nhật Bản            | Nhật Bản  |

## Danh sách đĩa nhạc

### Đĩa mở rộng
| Tên | Chi tiết | Vị trí xếp hạng cao nhất | Doanh số      |
| Tên | Chi tiết | KOR                      | Doanh số      |
| --- | --- | ------------------------ | ------------- |
| ⟡   | - Phát hành: 17 tháng 8, 2023 - Hãng đĩa: Modhaus - Phân phối: Kakao Entertainment - Định dạng: CD, tải trực tuyến, streaming | 12                       | - KOR: 28,238 |

### Đĩa đơn
| Tên                                                    | Năm phát hành | Vị trí xếp hạng cao nhất | Album |
| Tên                                                    | Năm phát hành | KOR                      | Album |
| ------------------------------------------------------ | ------------- | ------------------------ | ----- |
| "Invincible"                                           | 2023          | _                        | ⟡     |
| "_" thể hiện đĩa đơn không xếp hạng trên bảng xếp hạng |               |                          |       |

### Các bài hát trên bảng xếp hạng
| Tên          | Năm phát hành | Vị trí xếp hạng cao nhất | Album |
| Tên          | Năm phát hành | KOR Down.                | Album |
| ------------ | ------------- | ------------------------ | ----- |
| "Invincible" | 2023          | 52                       | ⟡     |
| "Rhodanthe"  | 2023          | 195                      | ⟡     |

## Danh sách video
| Tên          | Năm phát hành | Đạo diễn                            | Album | Chú thích |
| ------------ | ------------- | ----------------------------------- | ----- | --------- |
| "Invincible" | 2023          | Ha Junghoon, Lee Hyesung (HATTRICK) | ⟡     | [ 7 ]     |